# Oenopota cunninghami
Oenopota cunninghami é uma espécie de gastrópode do gênero Oenopota, pertencente a família Mangeliidae.